# Stanislav Balán
Stanislav Balán (* 30. Januar 1986 in Hodonín, Tschechoslowakei) ist ein ehemaliger tschechischer Eishockeyspieler, der mit dem HC Zlín 2004 tschechischer Meister wurde.

## Karriere
Stanislav Balán begann seine Karriere als Eishockeyspieler in der Nachwuchsabteilung des HC Zlín, für dessen Profimannschaft er in der Saison 2003/04 sein Debüt in der tschechischen Extraliga gab. In vier Spielen erzielte er dabei ein Tor. Anschließend wurde er im NHL Entry Draft 2004 in der siebten Runde als insgesamt 209. Spieler von den Nashville Predators ausgewählt, für die er allerdings nie spielte. Stattdessen lief der Center in der Saison 2004/05 weiterhin für die U20-Junioren des HC Zlín sowie in fünf Spielen als Leihspieler für die Mannschaft seiner Heimatstadt, den SHK Hodonín, in der 2. Liga, der dritten tschechischen Spielklasse, auf. Die Saison 2005/06 verbrachte der ehemalige Junioren-Nationalspieler schließlich bei den Portland Winter Hawks, die ihn in der zweiten Runde des CHL Import Drafts 2015 an insgesamt 61. Stelle gezogen hatten, in der kanadischen Juniorenliga Western Hockey League.
Von 2006 bis 2011 spielte Balán erneut für den HC Zlín in der Extraliga, wobei er zwischen 2006 und 2009 parallel in insgesamt zwölf Spielen als Leihspieler für den SK Horácká Slavia Třebíč und den HC Dukla Jihlava in der zweitklassigen 1. Liga auf dem Eis stand. Zur Saison 2011/12 wurde der Tscheche vom HC Lev Poprad aus der Kontinentalen Hockey-Liga verpflichtet. Für die Mannschaft erzielte er 16 Spielen je ein Tor und eine Vorlage in der KHL. Zudem kam er in sieben Spielen zu sieben Scorerpunkten, davon drei Tore, für Levs Farmteam HK Poprad aus der slowakischen Extraliga. Im Januar 2012 wurde sein Vertrag bei Lev vorzeitig aufgelöst, während er bis 2013 noch beim HK Poprad spielte. Anschließend spielte er je zwei Jahre beim HC Energie Karlovy Vary, dem HC Vítkovice und erneut in Karlovy Vary, wo ihm mit dem HC Energie der Wiederaufstieg in die Extraliga gelang, bevor er als spielender Co-Trainer in seine Heimatstadt Hodonin zurückkehrte. Bis zu seinem Karriereende 2022 wurde er aber auch noch zweimal für kürzere Gastspiele von slowakischen Klubs engagiert.

### International
Für Tschechien nahm Balán an der U18-Junioren-Weltmeisterschaft 2004 teil, bei der er mit seiner Mannschaft die Bronzemedaille gewann.

## Erfolge und Auszeichnungen
- 2004 Tschechischer Meister mit dem HC Zlín
- 2004 Bronzemedaille bei der U18-Junioren-Weltmeisterschaft
- 2018 Aufstieg in die Extraliga mit dem HC Energie Karlovy Vary

## Extraliga (Tschechien)-Statistik
(Stand: Ende der Saison 2018/19)